# تشيو جون
تشيو جون (بالصينية: 邱峻) هو لاعب الغو ‏ صيني، ولد في 24 أغسطس 1982 في شانغهاي في الصين.